# Александровка (Волжский район)
Александровка — деревня в Волжском районе Республики Марий Эл, входит в состав городского поселения Приволжский.

## География
Расположена в 6 км к юго-западу от центра поселения — посёлка городского типа Приволжский, в 16 км по автодорогам к северо-востоку от Волжска, на границе с Зеленодольским районом Татарстана.

## История
В 1859 году в казённом выселке Александровский Чебоксарского уезда Казанской губернии было 13 дворов и проживало 69 человек (29 мужчин, 40 женщин).
В 1868 году выселок относился к Царевококшайскому уезду, его количество земли составляло 213,3 га.
В 1886 году был утвержден план деревни Александровка (Марьевская тож) Помарской волости Чебоксарского уезда. По переписи 1897 года в ней проживало 127 человек, большинство составляли русские.
В 1923 году в деревне Александровка Помарской волости Краснококшайского кантона проживало 210 человек в 24 дворах. В 1927 году деревня входила в состав Лягушкинского сельсовета Звениговского кантона, в ней находился 41 двор, проживал 231 человек, русские.
В 1933 году организована сельхозартель «Красный пахарь».
В 1939 году в деревне Лягушкинского сельсовета Сотнурского района работала русскоязычная начальная школа с 1 учителем и 30 учениками.
В 1940 году в состав колхоза «Красный пахарь» входило 43 двора, 173 человека, большинство — русские. В деревне, относившейся к Красногоркинскому сельсовету Волжского района, проживало в то время 246 человек. В колхозной конюшне содержались 39 лошадей, в коровнике и телятнике 14 голов КРС, также имелось 30 свиней, 53 овцы, 84 головы птицы и 81 пчелосемья. Работала кузница; для собранного урожая в колхозе были 10 зернохранилищ, 2 картофелехранилища, крытый ток и силосная башня.
В Великую Отечественную войну 64 жителя деревни ушли на фронт, из них 43 погибли.
В 1959 году деревни Александровка и Красная Горка входили в состав колхоза «Власть Советов». В колхозе кроме сельхозорудий были два гусеничных, три колесных трактора, два зерноуборочных комбайна.
В 1976 году деревня вошла в состав Приволжского сельского совета (с 1980 года — поссовет).
В 1980 году в деревне было 20 хозяйств, проживали 10 мужчин, 16 женщин. В деревне проходила грунтовая дорога, было электричество. Жители пользовались водой из колонки.
По данным переписи 2002 года население — 14 человек (русские — 71 %, марийцы — 29 %). В 2003 году в деревне 22 хозяйства, из них 17 — летние дачи. Есть электричество, радио. Деревня не газифицирована и не телефонизирована.
В 2010 году — 3 человека (2 мужчины, 1 женщина).

## Население
| 2002 | 2010 |
| ---- | ---- |
| 14   | ↘3   |